# Neal Schon

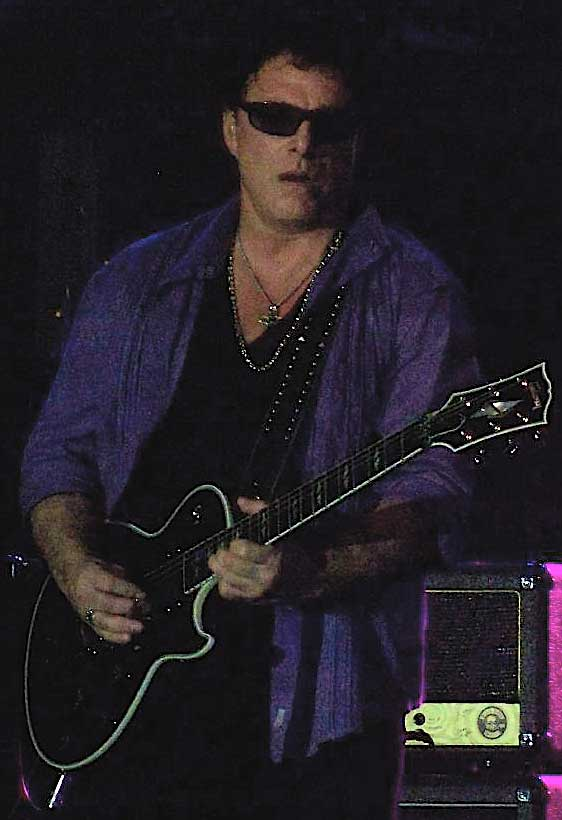
Neal Schon (2007)

Neal Joseph Schon (Tinker Air Force Base, Oklahoma City, 27 februari 1954) is een Amerikaanse gitarist, het meest bekend van de band Journey.
Schon begon op 5-jarige leeftijd al met gitaarspelen, als zoon van een jazz-saxofonist.
Toen hij 15 jaar oud was begon hij in de band van Santana. Schon is een van de weinige gitaristen die succesvol was en een groot publiek wist te bereiken met verschillende bands. Hoewel hij met Journey slechts de tipparade wist te halen scoorde hij diverse hits met Bad English, onder andere Time Stood Still. Andere bands waarin hij speelde zijn Hardline en Soul Sirkus. Steeds terugkerende bandleden zijn zanger Jeff Scott Soto en drummer Deen Castronovo.
Schon werd in 2013 opgenomen in de Oklahoma Music Hall of Fame.
- Bibsys: 10019642
- Bibliothèque nationale de France: cb13899534p (data)
- Gemeinsame Normdatei: 134514912
- International Standard Name Identifier: 0000 0001 1473 8653
- Library of Congress Control Number: n91111912
- MusicBrainz: 58325670-9323-464a-8b20-3e8d7b26df60
- Nationale Bibliotheek van Tsjechië: ola2002151552
- Nederlandse Thesaurus van Auteursnamen: 074253042
- Système universitaire de documentation: 157332055
- Virtual International Authority File: 64193105
- WorldCat: E39PBJhGWrTfFXRdvGkJWfTvHC